# 橘博
橘博（たちばな ひろし、1922年8月19日-2005年8月8日）は、日本の経営学者。
大阪府枚方市出身。別名・田村二郎。1949年大阪商科大学卒。1977年「工場経営と作業分析」で大阪市立大学経営学博士。大阪市立大学商学部助教授、教授。86年定年退官、名誉教授、阪南大学教授、93年退任。98年勲三等瑞宝章受勲。

## 著書
- 『現代生産管理論 生産合理化の歴史と理論』ミネルヴァ書房 1963
- 『工場経営と作業分析』ミネルヴァ書房 経営経済学選書 1970
- 『工業経営の研究 工業経営と工業用水問題の解明』汐文社 1974
- 『企業管理論研究 管理システム、研究開発問題の分析』文理閣 1980
- 『現代の企業経営 わが国の水資源・水道事業および自動[車]工業経営の解明』森山書店 1986
- 『科学的管理形成史論』清風堂書店出版部 1992

### 共編著
- 『経営生産管理論』山下高之, 野崎幸雄共著 世界書院 現代経営学双書　1967
- 『経営学へのアプローチ』大橋昭一共編著 ミネルヴァ書房 1991

## 論文
- <橘博